# Ma mère (film, 2004)
Pour les articles homonymes, voir Ma mère et Mère.
Pour plus de détails, voir Fiche technique et Distribution.
Ma mère est un  film franco-austro-portugais réalisé par Christophe Honoré et sorti en 2004. C'est l'adaptation du roman homonyme de Georges Bataille, inachevé par son auteur et paru à titre posthume.

## Synopsis
Un jeune homme, Pierre, ne trouve pas auprès de sa mère Hélène l’affection qu’il espérait. Celle-ci, aux tendances autodestructrices et aux mœurs dissolues, se dévalue volontairement aux yeux de son fils. Elle l’entraîne dans son univers sado-masochiste où il la suit sans résistance dans sa quête d’amour maternel absolu. Ils vont finalement communier amoureusement par la voie de l’inceste..

## Fiche technique
- Titre original : Ma mère
- Réalisateur : Christophe Honoré
- Scénario : Christophe Honoré d’après le roman homonyme inachevé de Georges Bataille
- Photographie : Hélène Louvart
- Musiques : Agnus Dei de Samuel Barber / L'Hymne à l'amour / Happy Together
- Son : Jean-Claude Brisson, Joaquin Pinto
- Décors : Laurent Allaire
- Costumes : Pierre Canitrot
- Montage : Chantal Hymans
- Production : Paulo Branco, Bernard-Henri Lévy
- Coproduction : Alexander Dumreicher-Ivanceanu, Gabriele Kranzelbinder
- Direction de production : Sylvain Monod
- Sociétés de production : Gemini Films (France), CNC (France), Madragoa Filmes (Portugal), Amour Fou Filmproduktion (Autriche)
- Société de distribution : Gemini Films
- Pays de production :  France,  Portugal,  Autriche
- Date de tournage : 2003
- Tournage extérieur : Îles Canaries  Espagne
- Format : couleur — 1.66:1 — Son Dolby Digital — 35 mm
- Genre : drame
- Durée : 110 minutes
- Date de sortie :
  - France : 19 mai 2004
- Classification : interdit aux moins de 16 ans et pour adultes avertis

## Distribution
- Isabelle Huppert : Hélène, la mère
- Louis Garrel : Pierre, le fils
- Emma de Caunes : Hansi
- Joana Preiss : Réa
- Jean-Baptiste Montagut : Loulou
- Dominique Reymond : Marthe
- Olivier Rabourdin : Robert
- Philippe Duclos : le père
- Pascal Tokatlian : Klaus
- Théo Hakola : Ian
- Nuno Lopes : le docteur